# Мариборський університет
Мариборский університет (словен. Univerza v Mariboru Univerza v Mariboru) — університет у Мариборі, Словенія. 
Мариборський університет є другим за розміром та віком університетом країни після Люблянського університету, у котрім навчається понад 26 тисяч студентів і працює близько 1700 співробітників.Серед університетів Центральної та Східної Європи він входит у ТОП-20. Університет створений у 1975 році та на даний момент до його складу входять 17 факультетів.

## Історія
Історія Мариборського університету починається у 1859 році, коли була створена духовная семінарія та богословський коледж при активній участі єпископа Лаванта та словенського патріота Антонія Мартина Сломшека. Багато факультетів майбутнього університету з'явились до моменту офіційного заснування університету. Свого статусу університет набув 1975 р. Економічний та технологічний факультети були утворені у 1959 році, юридичний та сільскогосподарський — у 1960 році, педагогічний — у 1961 році. Церемонія відкриття університету відбулася 19 вересня 1975 року. Ректорами Мариборського університету були Далі Джонгадіч, Алойз Крижман, Людвік Топлак, Іван Розман та Ігор Тічар. Наприкінці 2017 р. І на початку 2018 р. На посаді ректора протягом року працював Ян Жан Оплотник. У 2018 році ректором був обраний Здравко Качич.

## Факультети

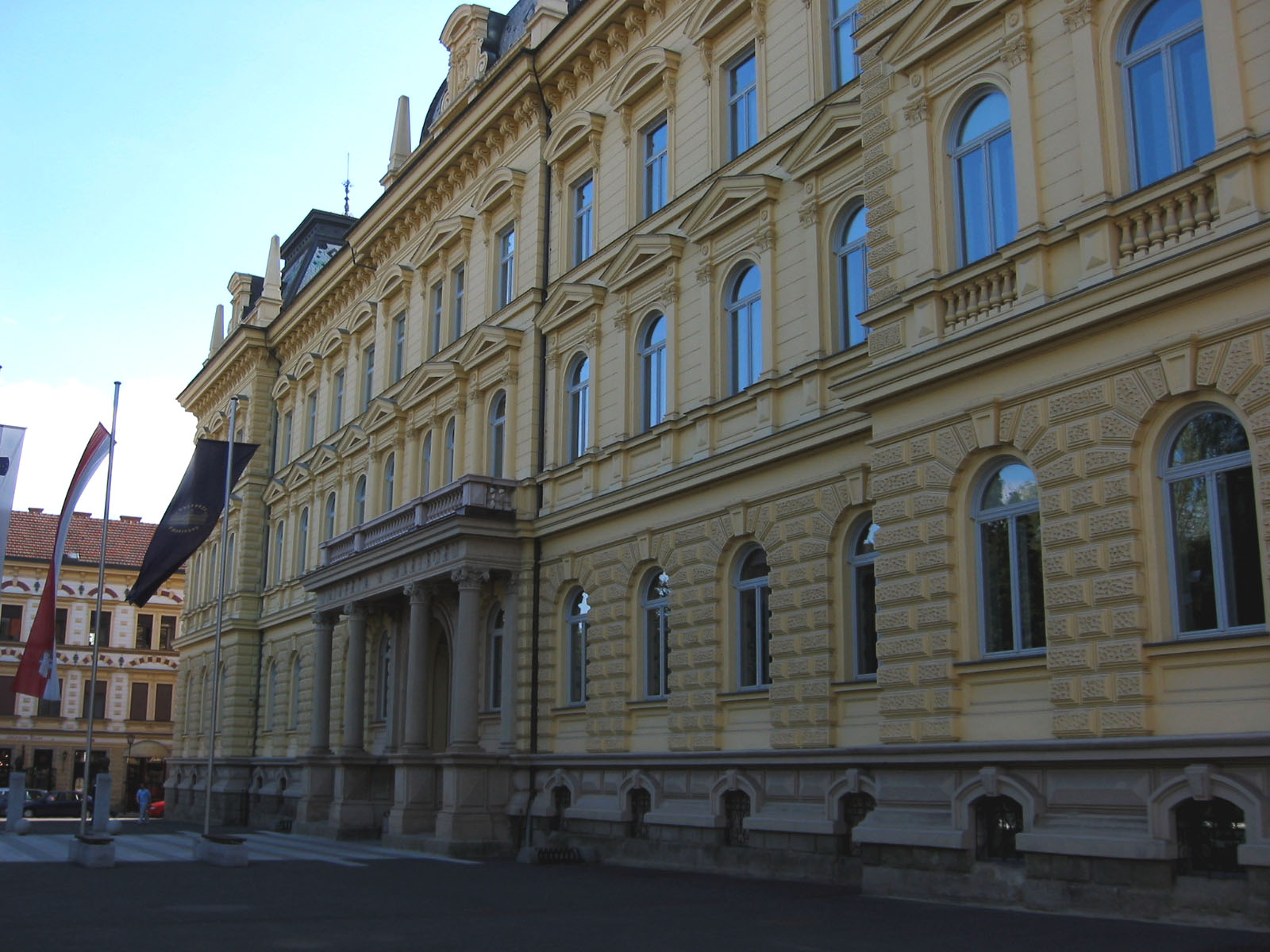
Мариборський університет

| - Факультет сільського господарства і природних наук - Факультет хімії і хімічних технологій - Факультет цивільного будівництва - Факультет досліджень безпеки - Факультет електротехніки і комп'ютерних наук - Факультет бізнесу і економіки - Педагогічний факультет - Факультет енергетики - Факультет механіки - Медичний факультет - Факультет управління охороною здоров'я - Факультет організації і управління (у Крані) - Факультет філософії - Факультет логистики ( у Кршко та Целє) - Факультет природничих наук і математики - Факультет туризму (у Брежиці) - Факультет права |

Також до складу університету входять: 
- студентські гуртожитки Марибора
- університетська бібліотека
- комп’ютерний центр університету
- спортивний центр Леона Штукеля [7]
- ботанічний сад [8]